# フアン・ディエゴ・オルマエチェア
フアン・ディエゴ・オルマエチェア（Juan Diego Ormaechea、1989年1月28日 - ）は、ウルグアイのラグビーユニオン選手。

## プロフィール
- ウルグアイ・モンテビデオ出身[1]。
- ポジションはフランカー(FL)、ナンバーエイト(No8)。
- 身長 182cm、体重 100kg
- 父のディエゴは元ラグビー選手で弟のアグスティンもラグビー選手[2]。
- U20ウルグアイ代表に選ばれたことがある[3]。
- ウルグアイ代表キャップは34（2021年11月現在）。
- 7人制ウルグアイ代表に選ばれたことがある[4]。

## 略歴
2019年、ラグビーワールドカップ2019のウルグアイ代表に選ばれた。